# فرودگاه شهری بارنز
فرودگاه شهری بارنز (به انگلیسی: Barnes Municipal Airport) (به زبان بومی: Westfield-Barnes Regional Airport) یک فرودگاه همگانی و نظامی بهره‌برداری هوایی با کد یاتا BAF است که یک باند فرود آسفالت دارد و طول باند آن ۲۷۴۳ متر است. این فرودگاه در شهر وستفیلد، ماساچوست کشور ایالات متحده آمریکا قرار دارد و در ارتفاع ۸۳ متری از سطح دریا واقع شده‌است.